# In punto di morte
In punto di morte è un film italiano del 1971 diretto da Mario Garriba.

## Distribuzione
Nel 2016 è stato proiettato nella sezione Festa Mobile/Festa Vintage del 34° Torino Film Festival in una versione restaurata dalla Cineteca Nazionale.

## Riconoscimenti
- 1971 - Festival del cinema di Locarno
  - Pardo d'oro all'opera prima